# Cot Ba Panaih
Cot Ba Panaih är en kulle i Indonesien.   Den ligger i provinsen Aceh, i den västra delen av landet, 1 800 km nordväst om huvudstaden Jakarta. Toppen på Cot Ba Panaih är 281 meter över havet.
Terrängen runt Cot Ba Panaih är kuperad åt nordost, men åt sydväst är den platt. Runt Cot Ba Panaih är det glesbefolkat, med 14 invånare per kvadratkilometer. Närmaste större samhälle är Banda Aceh, 17,3 km väster om Cot Ba Panaih. I omgivningarna runt Cot Ba Panaih växer i huvudsak städsegrön lövskog.